# Tomaszew (województwo mazowieckie)
Tomaszew – wieś w Polsce położona w województwie mazowieckim, w powiecie żyrardowskim, w gminie Wiskitki. Ma status sołectwa.
W latach 1975–1998 miejscowość położona była w województwie skierniewickim.